# Kochwurst

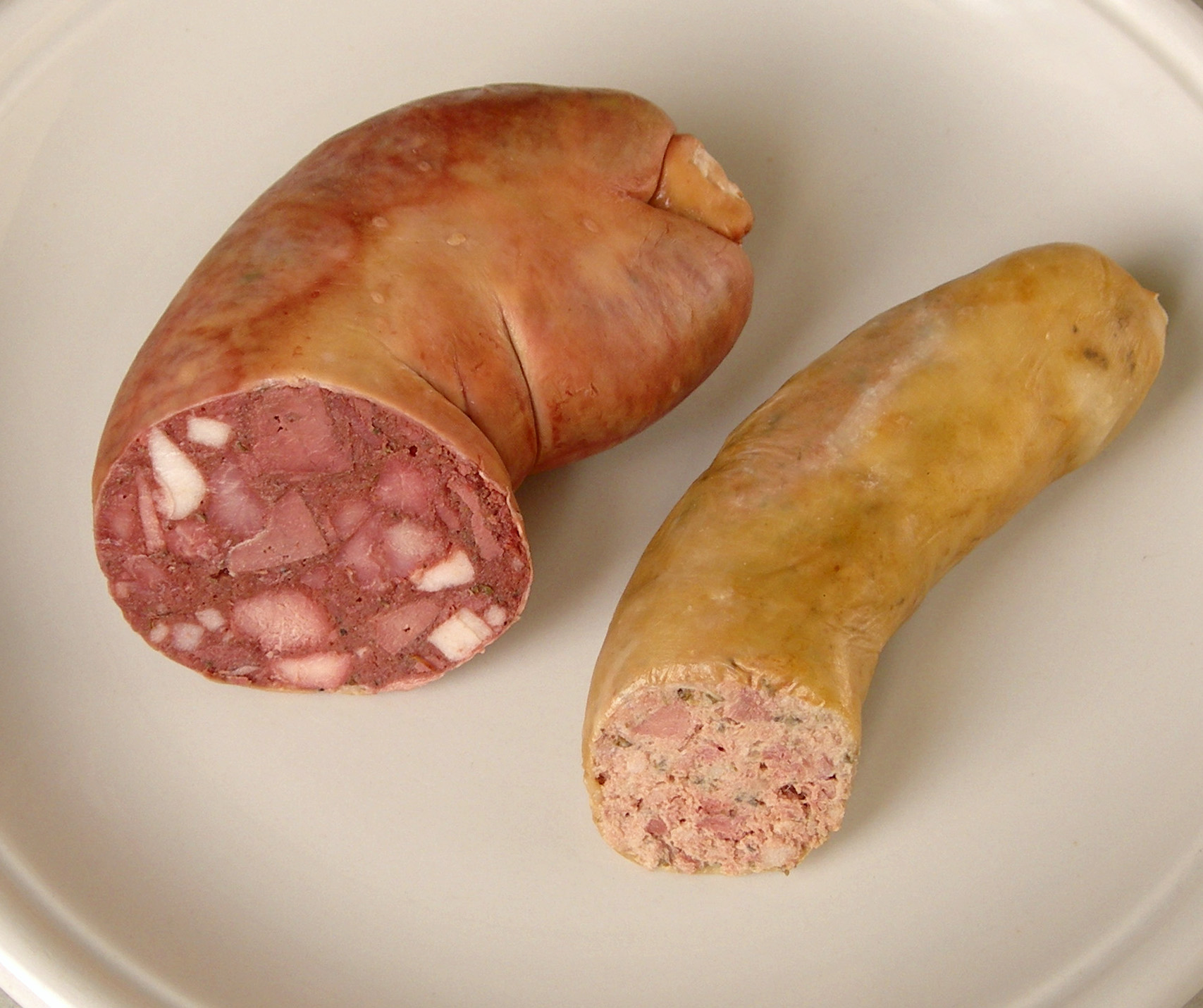
Blutwurst ahumada y leberwurst ahumada de Hesse, ambas embutidas en tripa natural.

Kochwurst es el nombre dado a las salchichas alemanas precocinadas, en las que los ingredientes se cocinan antes de prepararlos para embutirlos. Los ingredientes individuales se mantienen unidos gracias a grasa solidificada (como en la streichwürste o salchicha de ristra), gelatina (como en el sülze) o proteínas sanguíneas coaguladas por calor (como en la blutwurst o morcilla). En contraste con la salchicha escaldada (brühwurst), la kochwurst no permanece sólida cuando se caliente, sino que se licúa en mayor o menor grado. Tras embutirse la pasta en tripa o meterse en tarros de cristal o latas, se vuelve a cocer la salchicha entera de nuevo en agua caliente o vapor.
Además de carne, la kochwurst contiene también a menudo vísceras como el hígado o la lengua, sangre y, es el caso de la grützwurst, cereal. Como estos ingredientes son perecederos y la kochwurst no suele conservarse mucho tiempo, tradicionalmente se elaboraba los días de matanza, por lo que es un ingrediente habitual del schlachteplatte.
También se consideran kochwurst algunos pasteles (pasteten) que se elaboran con forma cuadrada. Una especialidad son los kochmettwürste, como la saumagen palatina.
En partes del norte de Alemania (por ejemplo, Schleswig-Holstein y Hamburgo) el término kochwurst se usa también para aludir a la mettwurst y kohlwurst ahumadas, que se cuecen en tarro para servir de acompañamiento al grünkohl o usarse como ingrediente para sopas.

## Variedades

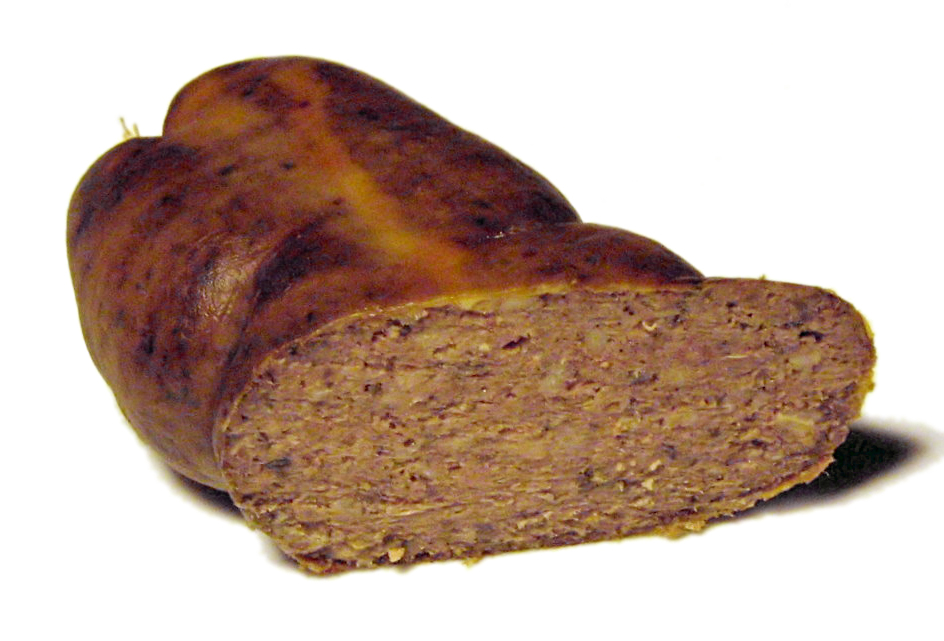
Leberwurst ahumada.

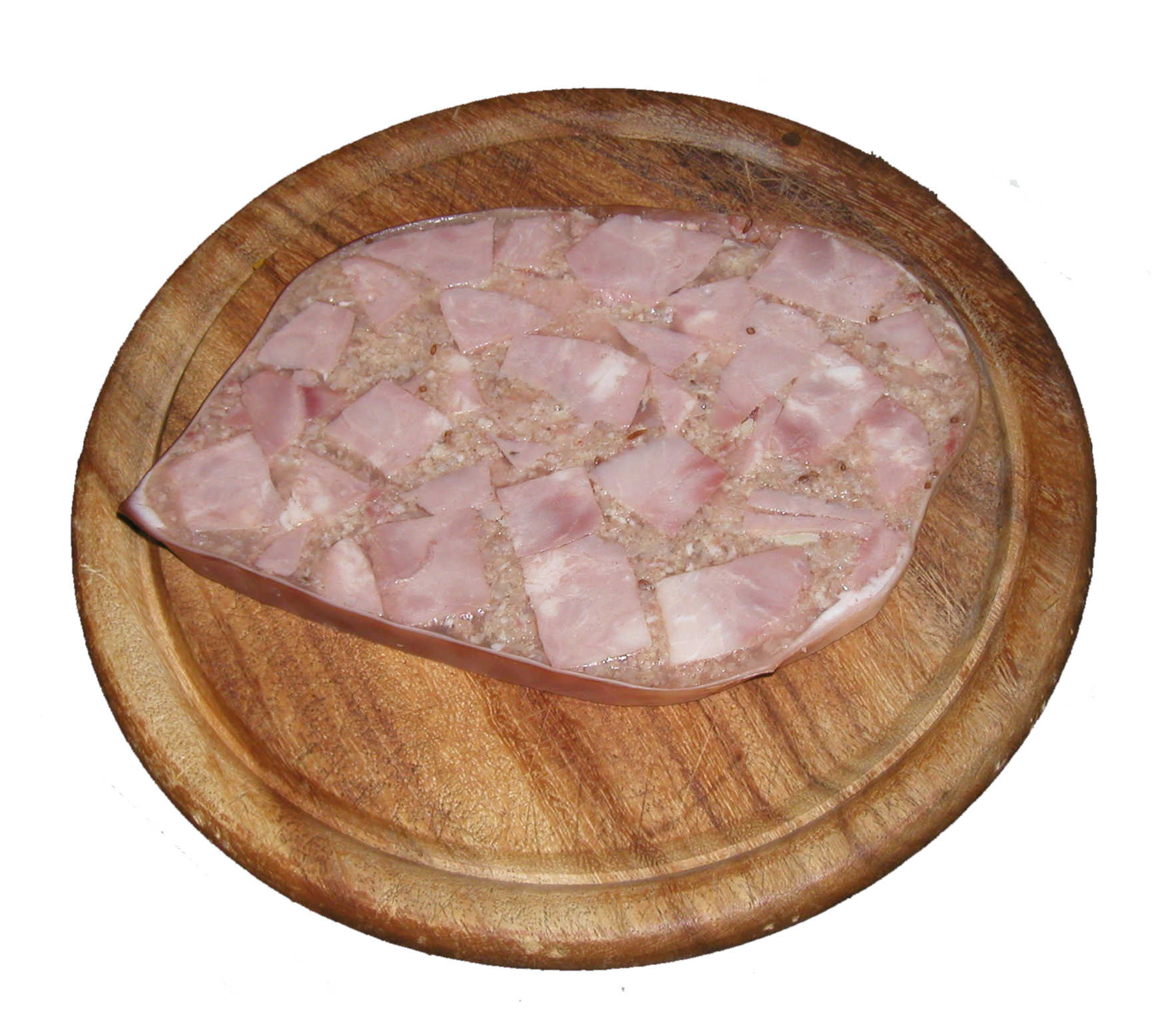
Schwartenmagen blanca.

En Alemania, las variedades de kochwurst se agrupan como sigue:
- Blutwurst (morcilla):[2]
  - Beutelwurst
  - Gutsfleischwurst
  - Thüringer Rotwurst
  - Grützwurst
  - Fleischerblutwurst
  - Filetblutwurst
  - Hausmacherblutwurst
  - Schweinskopfblutwurst
  - Speckblutwurst
  - Leberrotwurst
  - Zungenblutwurst
- Kochstreichwurst:[3]
  - Leberwurst:
    - Kalbsleberwurst
    - Leberbrot
    - Pfälzer Leberwurst
    - Delikatessleberwurst
    - Einfache Leberwurst
    - Feine Leberwurst
    - Gutsleberwurst
    - Hausmacher Leberwurst
    - Kassler Leberwurst
    - Landleberwurst
    - Zwiebelleberwurst

  - Kochmettwurst:
    - Gekochte Mettwurst
    - Hamburger Gekochte
    - Zwiebelwurst
    - Pinkel

  - Pastete
- Sülzwurst:[4]
  - Schinkensülze
  - Presskopf
  - Corned beef
  - Sächsische Weißwurst
  - Schwartenmagen
  - Schweinskopfsülzwurst
  - Sülzfleischwurst
  - Presswurst